# Rhizorhagium album
Rhizorhagium album är en nässeldjursart som beskrevs av Rees 1938. Rhizorhagium album ingår i släktet Rhizorhagium och familjen Bougainvilliidae. Inga underarter finns listade i Catalogue of Life.